# Bohuslava Maříková
Bohuslava Maříková (* 1. července 1950, Počátky) je česká fotografka, která se věnovala dlouhodobě především divadelní fotografii. Dalšími jejími tématy je fotografie krajiny a fotografie dětí.

## Život
V letech 1965–1968 studovala na gymnáziu v Jindřichově Hradci. V letech 1970–1973 pokračovala ve studiu fotografie na Střední uměleckoprůmyslové škole v Brně, kde byli jejími učiteli K. O. Hrubý, Jiří Šindler nebo Emanuel Ranný. V letech 1968–1997 se věnovala divadelní fotografii jako fotografka Jihočeského divadla v Českých Budějovicích. V letech 1997–2002 pracovala jako programová pracovnice Alšovy jihočeské galerie. Několik let (2011–2018) působila jako odborná učitelka na Střední uměleckoprůmyslové škole sv. Anežky České v Českém Krumlově v oboru užitá fotografie.  Od roku 2003 je organizátorkou a kurátorkou fotografických výstav v Galerii Nahoře v kulturním domě Metropol v Českých Budějovicích.

## Výstavy

### Samostatné
- 1992 Bohuslava Maříková: Fotografie, Galerie K, České Budějovice, 11. - 29. května 1992
- 2005 Bohuslava Maříková: Ztracené obrazy krajiny, Muzeum - kaple sv. Víta, Jindřichův Hradec 16. června - 30. října 2005
- 2010 Bohuslava Maříková: Pod bodem mrazu, Galerie Nahoře, České Budějovice, 12. října 2010 - 26. listopadu 2010
- 2017 Bohuslava Maříková: Pod bodem mrazu, Městská galerie U Zlatého slunce, Týn nad Vltavou 4. listopadu - 10. prosince 2017[4]

### Kolektivní
- 2009 Příjemné závislosti / Sweet Fixation, Pražákův palác, Brno, 16. července - 18. října 2009
- 2017 Černobílý svět, barevné sny, Městské muzeum a galerie, Vodňany, 21. května 2017 - 6. července 2017 [4]

## Galerie

Fotografie Bohuslavy Maříkové ze světové premiéry opery Den dobročinnosti v Jihočeském divadle
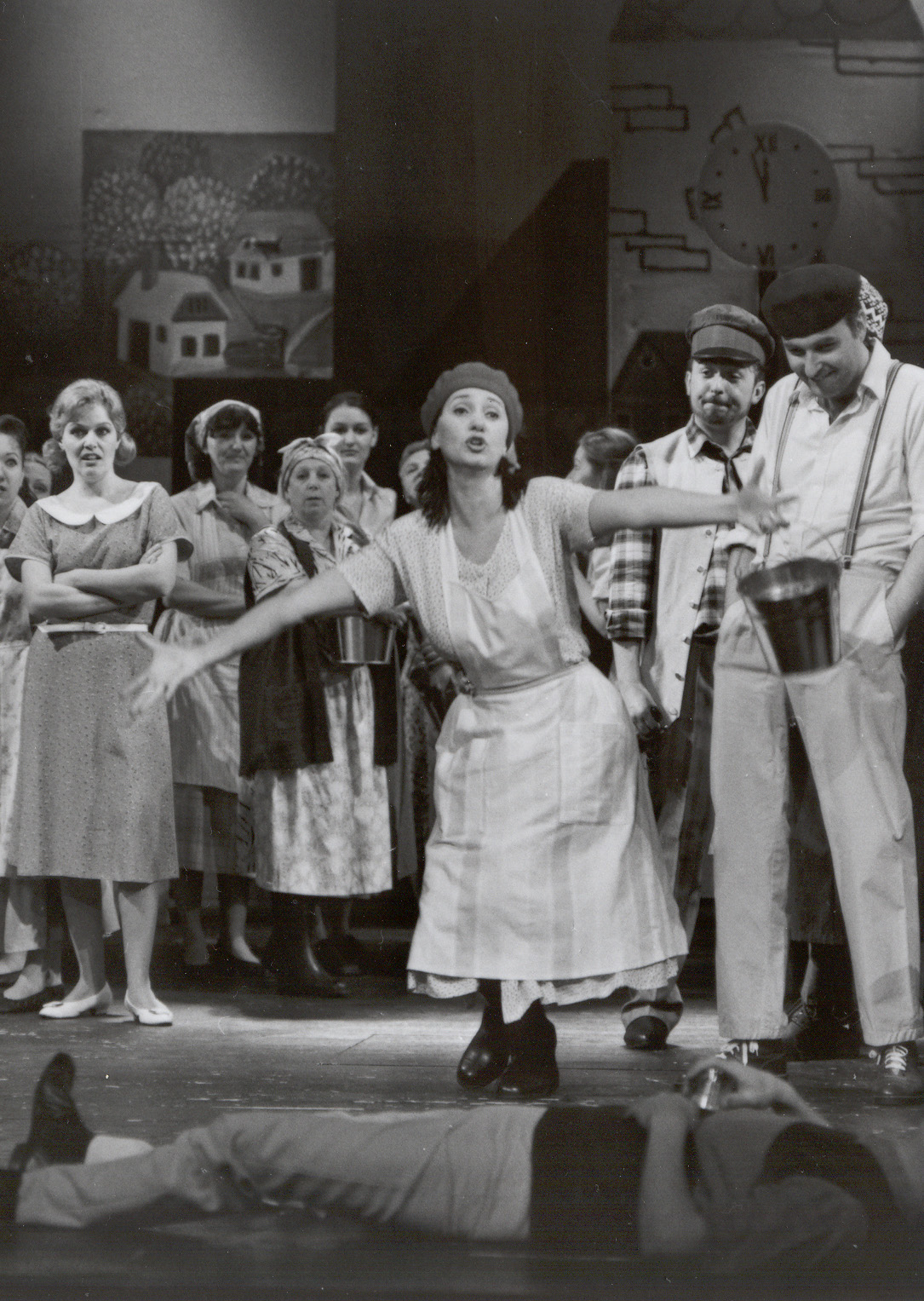
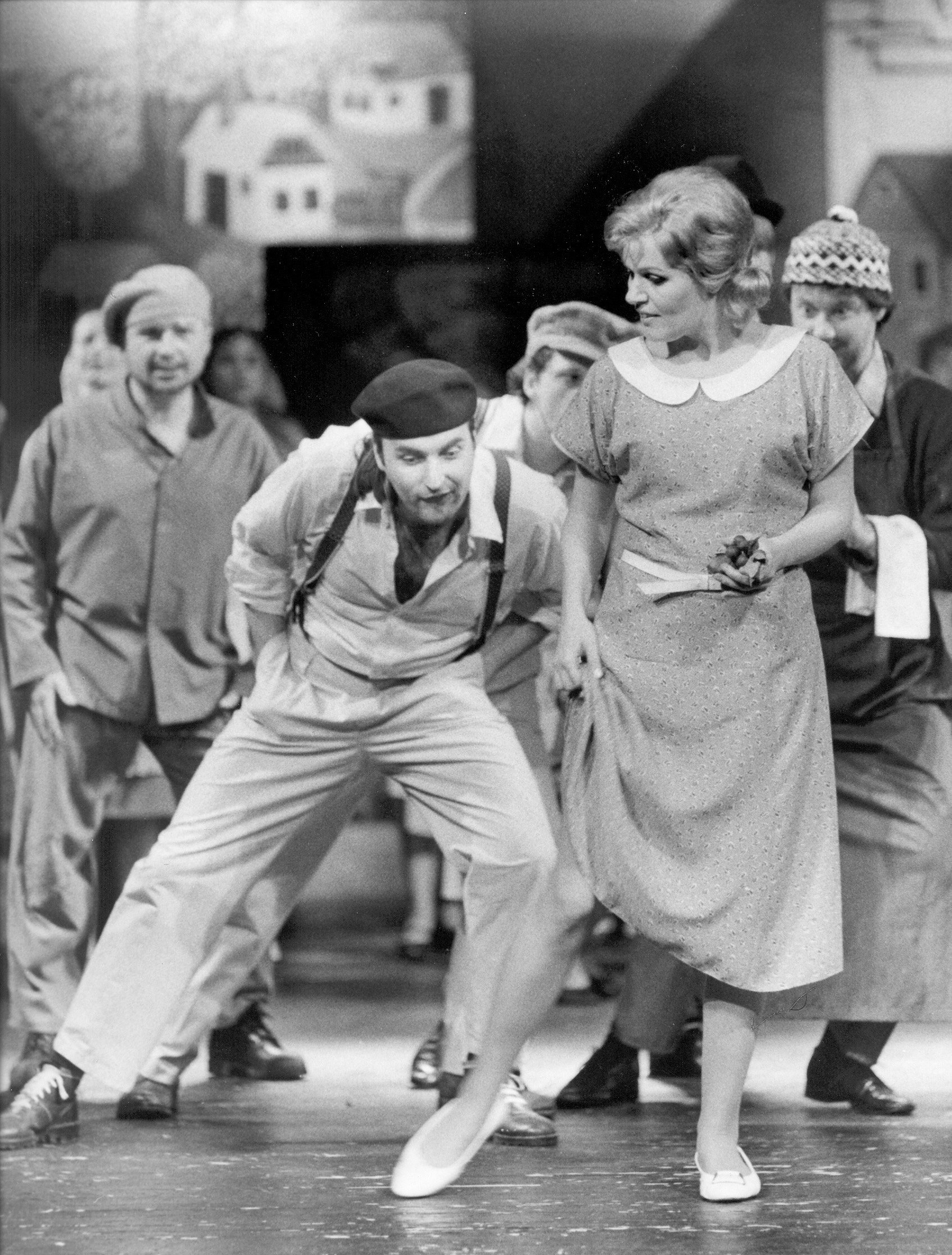
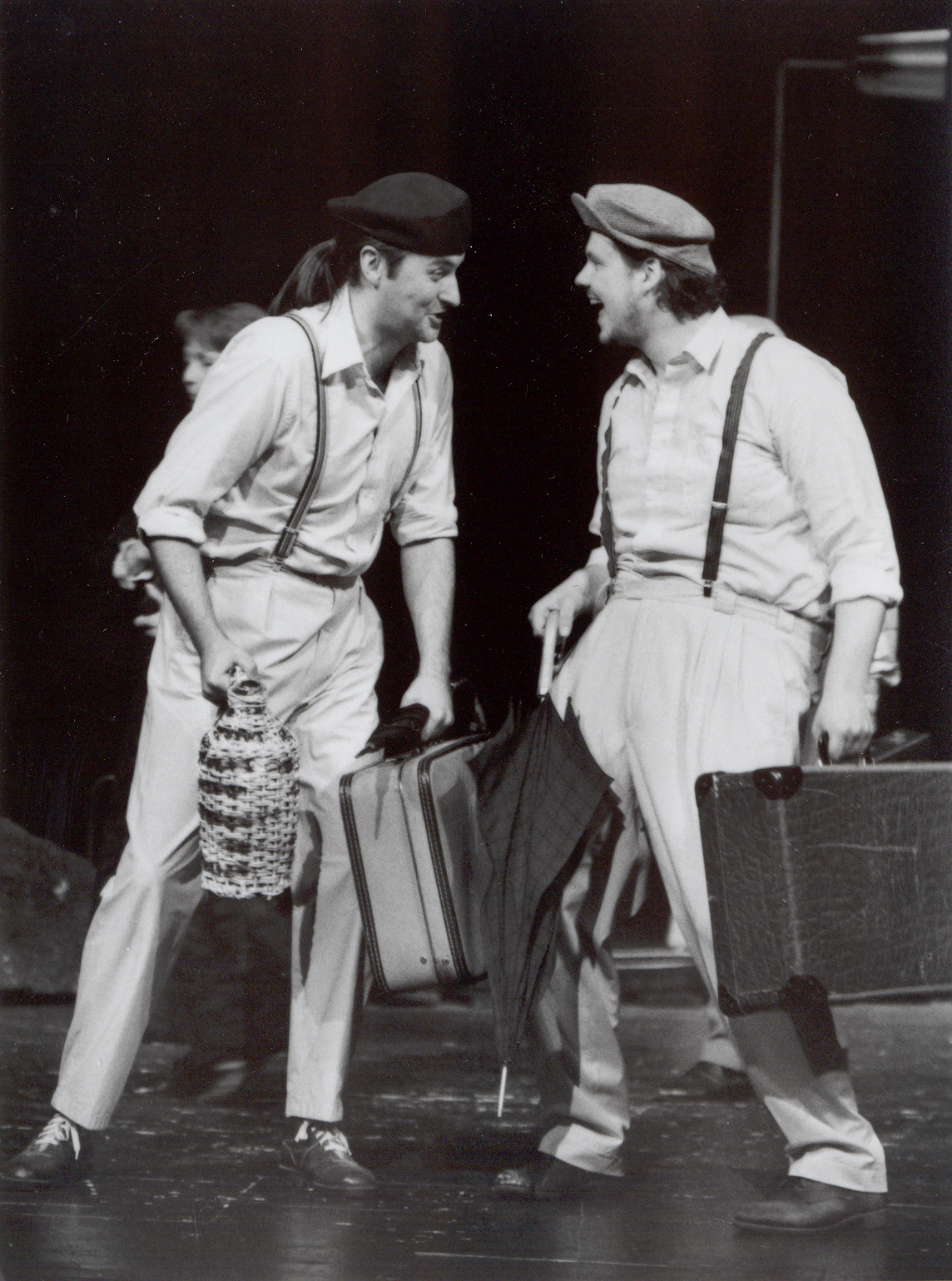
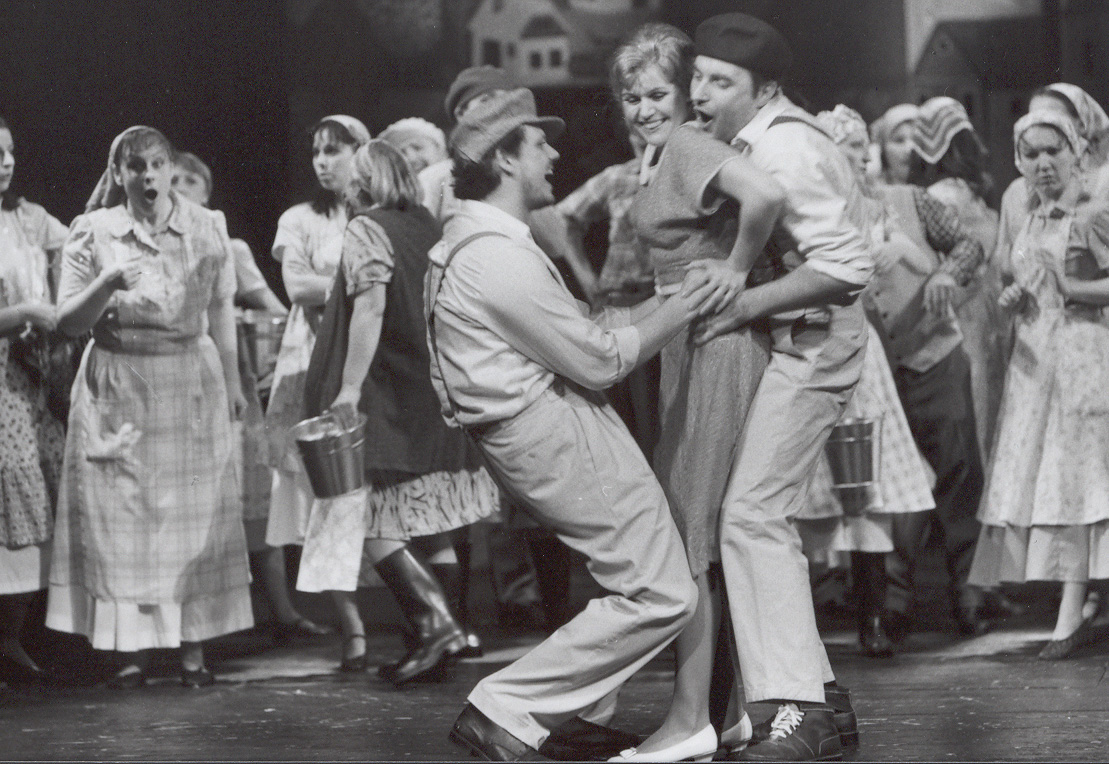